# Komora łańcuchowa

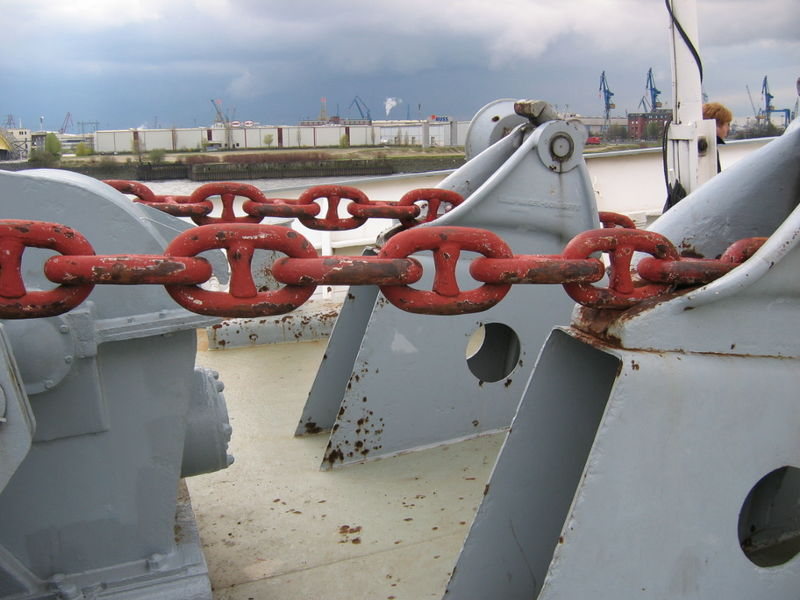
Łańcuch kotwiczny wyprowadzony z komory łańcuchowej przez kluzy pokładowe.

Komora łańcuchowa – jedno z pomieszczeń technicznych na jednostce pływającej. Stanowi miejsce w części dziobowej kadłuba, w którym przechowywany jest łańcuch kotwiczny. Łańcuch wyprowadzony jest na pokład przez kluzę łańcuchową zwaną również pokładową. Na dużych jednostkach niekiedy występuje tzw. kluza kotwiczna w bocznej ścianie komory łańcuchowej. Przez nią wciągany jest łańcuch wraz z trzonem kotwicy. Na małych jachtach komora łańcuchowa nie występuje.